# Frank Hoste
Frank Hoste (født 29. august 1955 i Gent) er en tidligere belgisk landevejscykelrytter, som vandt den grønne pointtrøje i Tour de France 1984. Hoste var professionel fra 1977 til 1991.